# Javier Zarzalejos Nieto
Francisco Javier Zarzalejos Nieto (Bilbao, 1960) és un polític i alt funcionari basc.

## Trajectòria
Fill de José Antonio Zarzalejos Altars, que va ser vocal del jurat d'ètica periodística del Ministeri d'Informació i Turisme, és germà dels periodistes José Antonio i Charo Zarzalejos.
Llicenciat en dret per la Universitat de Deusto, el 1984 va ingressar com a funcionari de carrera en el Cos Superior d'Administradors Civils de l'Estat. En la seva trajectòria en l'Administració General de l'Estat va exercir, entre altres càrrecs, de secretari adjunt del Consell Hispà-Nord-americà (Ministeri d'Afers Exteriors), sotsdirector general de Difusió Informativa (Ministeri del Portaveu) i conseller d'Informació de l'Ambaixada d'Espanya al Regne Unit (1992-1996).
Després de les eleccions de 1996, José María Aznar el va proposar com a secretari general de la presidència del govern, càrrec en el qual roman durant les dues legislatures en les quals el Partit Popular ocupa el Govern d'Espanya. Des d'aquesta posició va ser, el 1999, un dels encarregats pel president del govern, al costat de Pedro Arriola i Ricarco Martí Fluxá –Secretari d'Estat de Seguretat– per entaular converses amb ETA a la ciutat de Zúric.
El 2004 passa a ser director de l'àrea de constitució i institucions de la Fundació per a l'Anàlisi i els Estudis Socials, de la qual el gener de 2012 es converteix en secretari general.

## Publicacions
A la revista Cuadernos de Pensamiento Político:
- ETA: derrota y final
- El mito del final dialogado
- La reforma fallida y el Estado residual del socialismo
- País Vasco: de la alternativa al cambio
- Identidad y política en España
- Traiciones y naciones
- Populismo y nacionalismo radical